# 聖クリストフォロス (ボス)
『聖クリストフォロス』（せいクリストフォロス、蘭: Heilige Christoforus、英: Saint Christopher Carrying the Christ Child）は、初期ネーデルラント絵画の巨匠ヒエロニムス・ボスが1490-1500年ごろに板上に油彩で制作した絵画である。ボスは、聖人を前景に単身で置き、背景に自然の景観を配した一連の聖人画を描いたが、この作品もその1つで、描かれているのは、水夫、旅人、運転手などの守護聖人である聖クリストフォロス (イエス・キリストを担う者の意) である。ボスの作品には珍しく複製は知られていない。17世紀には、ハプスブルク家の目録にこの主題の作品名が見られるが、オリジナルかどうかは不明である。本作は、ロッテルダムのボイマンス・ヴァン・ベーニンゲン美術館に所蔵されている。

## 作品
聖クリストフォロスの図像が東方から西ヨーロッパに伝わってくるのは12世紀中ごろである。その後、ヤコブス・デ・ウォラギネの『黄金伝説 (聖人伝)』によって広く中世ヨーロッパに知られるようになった。
巨人の聖クリストフォロスは、強大で権力のある主人を求めて国王、さらには悪魔に仕えるが、隠修士が彼にキリストに仕えるため川の渡し守になるように進言する。あるとき、クリストフォロスが子供を肩に乗せ、杖を持って川を渡り始めたところ、世界を肩に乗せるよりも子供が重くなったが、それは世界の罪の重さであった。子供は世界の創造者キリストであり、その証に杖から花が咲いたという伝承がある。
アーチのある矩形の画面に、杖を持って川を渡るクリストフォロスが大きく描かれている。十字架を手に祝福する子供、若芽が出た杖、杖から下がった魚 (キリストの象徴) など、ボスは伝統の図像にしたがって聖人像を描いている。川辺には、クリストフォロスにキリストに仕えるよう進言した小さな隠修士も姿を見せている。
画面には、ボス特有の奇妙な描写も見られる。岸辺の太い木の幹の上には、水差しの形をした家があり、出入り口には梯子がかかっている。左方では、狩人が矢で射止めた熊を木の上に引き上げている。川向こうの要塞にいる恐ろしげな龍は、改宗前にクリストフォロスが仕えた悪魔であろうか。遠くの家からは炎が上がっており、ボスらしい邪悪な世界の一端を垣間見ることができる。
画面上半分に描かれた鳥瞰図的な遠景には、ボスの卓越した風景描写の技巧が発揮されている。この時代には、宗教画の一部として徐々に風景画が発展していくが、その第一人者といわれるヨアヒム・パティニールに連なるような表現となっている。

## 解釈
画面右の木についている水差し、クリストフォロスの杖に括り付けられている魚、左の木に吊り上げらている熊、遠景の火事などは、それぞれ「大食」、「虚栄」、「怠惰」など7つの大罪を暗喩しているといわれる。一方、川辺にいる隠修士は禁欲的生活を送っている。すなわち、本作で描かれているのは、欲望を喚起するような誘惑とそれに抗う人間の姿なのである。キリストを担うクリストフォロスは、そういった誘惑に打ち勝つためのキリスト教信仰を象徴している。クリストフォロスは赤いマントを風に煽られながら、上体を前に傾け、川を渡っており、キリストの重みをひしひしと感じている様子が伝わってくる。